# Gerald Davies (ragbista)
Sir Thomas Gerald Reames Davies (* 7. února 1945 Llansaint) je bývalý velšský ragbista, který hrál jako tříčtvrtka a křídlo. V roce 2015 byl jmenován do Světové ragbyové síně slávy. Obdržel Řád britského impéria. Byl jmenován jako zástupce poručíka (DL).
Za Wales odehrál 46 zápasů a připsal si 72 bodů (1966–1978). Šestkrát se stal vítězem Poháru 5 národů (1969, 1971, 1973, 1975, 1976, 1978). V roce 1971 si připsal nejvíce položení (5x) do soupeřova brankoviště (try). O rok to později si připsal ta položení dvě, což stačilo na dělené první místo s dvěma dalšími hráči. V roce 1975 položil v nejvíce případech (3x) míč do soupeřova brankoviště (tehdy za 4 body). Byl součástí Britských a Irských lvů na turné v roce 1968 a 1971. Ve druhém případě pomohl k triumfu nad Novým Zélandem, což je zatím jediné sériové vítězství v historii. Za Barbarians odehrál 10 zápasů a získal 29 bodů.
Po konci kariéry psal ragbyové články do The Times. Byl manažerem Britských a Irských lvů v roce 2009. V letech 2019 až 2023 byl prezidentem Velšské ragbyové unie.